# 马尔科·加利亚佐

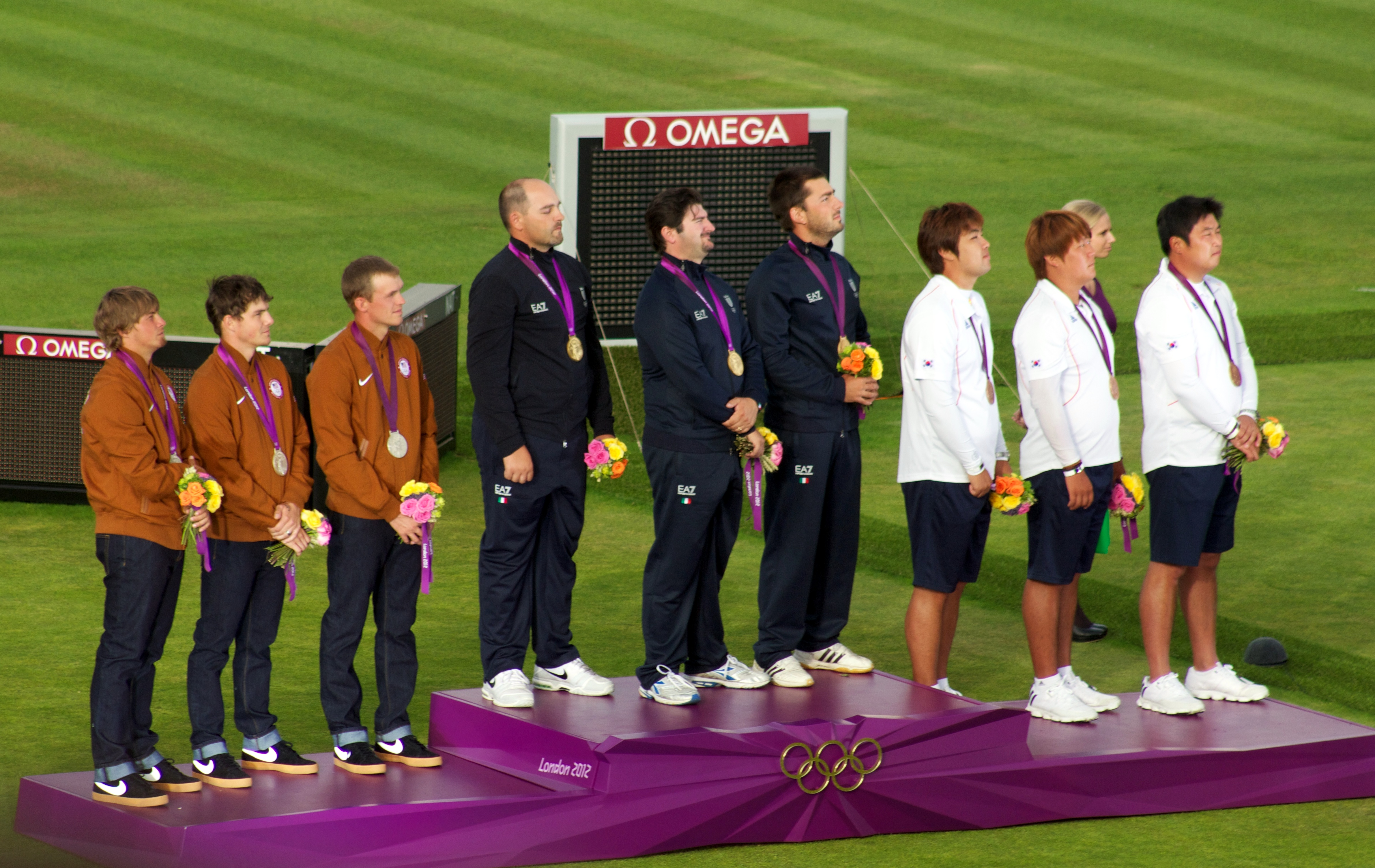

马尔科·加利亚佐（義大利語：Marco Galiazzo，1983年5月7日—），生于帕多瓦，意大利射箭运动员，世界最高排名为第一位。曾参加2004年、2008年、2012年和2016年四届奥林匹克运动会。